# Neil Cochran
Neil Cochran (* 12. April 1965 in Torphins, Aberdeenshire) ist ein ehemaliger britischer Schwimmer. Bei den Olympischen Spielen 1984 in Los Angeles gewann er zwei Bronzemedaillen mit der britischen 4-mal-200-Meter-Freistilstaffel und über 200 Meter Lagen. Bei den Schwimmeuropameisterschaften 1987 erkämpfte er eine Silbermedaille.

## Karriere
1982 bei den Commonwealth Games in Brisbane wurde Cochran Siebter über 200 Meter Rücken. Die schottische 4-mal-200-Meter mit Douglas Fraser Campbell, Graeme Wilson, Neil Cochran und Paul Easter belegte den dritten Platz hinter Australiern und Engländern und erhielt zusammen mit Ersatzmann Robin Brew die Bronzemedaille.
Zwei Jahre später bei den Olympischen Spielen in Los Angeles schwamm die 4-mal-200-Meter-Freistilstaffel mit Neil Cochran, Paul Easter, Paul Howe und Andrew Astbury im Vorlauf die drittbeste Zeit hinter den Staffeln aus den Vereinigten Staaten und aus der Bundesrepublik Deutschland. Im Finale schlug die US-Staffel 0,04 Sekunden vor den Deutschen an, wobei beide Staffeln den alten Weltrekord unterboten. Die britische Staffel erreichte das Ziel neun Sekunden nach den beiden Teams und gewann die Bronzemedaille vor den Australiern. Über 200 Meter Rücken wurde Cochran Sechster im B-Finale und belegte damit den 14. Platz in der Gesamtwertung. Über 200 Meter Lagen erreichten mit Neil Cochran und Robin Brew zwei Briten den Endlauf. Es gewann der Kanadier Alex Baumann vor Pablo Morales aus den Vereinigten Staaten. 1,33 Sekunden hinter Morales erkämpfte Neil Cochran die Bronzemedaille mit 0,14 Sekunden Vorsprung auf Robin Brew.
1986 bei den Commonwealth Games in Edinburgh erreichte Cochran sechsmal das Finale. Er wurde Achter über 100 Meter Rücken und Siebter über 200 Meter Rücken. Über 200 Meter Freistil belegte er den fünften Platz. Mit beiden schottischen Freistilstaffeln schwamm Cochran auf den vierten Rang. Die einzige Medaille bei den Spielen daheim in Schottland gewann Cochran über 200 Meter Lagen hinter Alex Baumann und dem Australier Robert Woodhouse. Bei den Schwimmweltmeisterschaften 1986 in Madrid verfehlte Cochran mit beiden Freistilstaffeln den Finaleinzug. Über 200 Meter Lagen wurde er Sechster.
1987 gewann Cochran den Wettbewerb über 200 Meter Lagen bei der Universiade in Zagreb. Mit der 4-mal-200-Meter-Freistilstaffel erkämpfte er die Bronzemedaille. Bei den Europameisterschaften in Straßburg belegte Cochran den vierten Platz über 100 Meter Schmetterling. Die britische 4-mal-100-Meter-Lagenstaffel mit Neil Cochran, Adrian Moorhouse, Andrew Jameson und Roland Lee gewann die Silbermedaille hinter der Staffel aus der Sowjetunion.
1988 nahm Cochran in Seoul zum zweiten Mal an Olympischen Spielen teil. Über 100 Meter Schmetterling wurde er als letzter des B-Finales 16., bester Brite war Andrew Jameson als Olympiadritter. Über 100 Meter Rücken schieden die beiden Briten Neil Harper mit Rang 22 und Neil Cochran mit Rang 25 im Vorlauf aus. Schließlich wurden die beiden Briten John Davey und Neil Cochran Zehnter und Elfter über 200 Meter Lagen.
Neil Cochran schwamm für den Verein City of Swansea. Er arbeitete nach seinem Studium als Ingenieur.